# Die Glut der Gewalt (1970)
Die Glut der Gewalt ist ein US-amerikanisches Filmdrama aus dem Jahr 1970 von William Wyler. Das Drehbuch basiert auf dem 1965 veröffentlichten Roman The Liberation of Lord Byron Jones von Jesse Hill Ford, der wiederum auf einer wahren Begebenheit beruht, die sich in Hills Heimatstadt Humboldt, Tennessee, zugetragen hat.

## Handlung
Steve und Nella Mundine ziehen nach Somerton in Tennessee. Dort soll Steve in die Anwaltskanzlei seines Onkels Oman Hedgepath eintreten. Mit dem gleichen Zug kommt der junge Schwarze Sonny Boy Mosby in Somerton an. Sonny hat eine harte Kindheit hinter sich, in der er besonders unter dem weißen Polizisten Stanley Bumpas litt.
Steve überzeugt seinen Onkel, den schwarzen Bestattungsunternehmer Lord Byron Jones, bei seiner Scheidung zu beraten. Emma Jones ficht die Scheidung an, um sich und das Baby, mit dem sie schwanger ist, zu versorgen, und reicht eine Klage ein. Vater des Babys ist der weiße Polizist Willie Joe Worth. Als Hedgepath Worth von Emmas Klage unterrichtet, fürchtet Worth einen Skandal. Der Versuch, Emma zum Widerruf der Klage zu bewegen, scheitert. Auch den Ehemann kann er nicht vom Klageverzicht überzeugen. Mit der Hilfe seines Kollegen Bumpas nimmt er Jones fest.
Jones entkommt aus der Haft und versteckt sich auf einem Schrottplatz. Doch er will nicht weiter flüchten und stellt sich der Polizei. Die beiden Beamten erschießen Jones. Zwar gestehen die Polizisten den Mord, doch weder Hedgepath noch der Bürgermeister wollen einen Skandal durch eine Bestrafung der Beamten auslösen. Erst der junge Sonny rächt den Mord an dem Unternehmer, indem er Bumpas mit einem Mähdrescher tötet. Die Mundines sind mit der örtlichen Justiz nicht einverstanden und verlassen die Stadt mit dem gleichen Zug, mit dem auch Sonny flieht.

## Hintergrund
Der Film wurde am 18. März 1970 in New York uraufgeführt. In Deutschland erschien er erstmals am 25. September 1970 in den Kinos.
Der Film, William Wylers letzte Regiearbeit, wurde in Humboldt, Tennessee gedreht.

## Kritiken
„Auf einen allzu privat angelegten Ehebruchskonflikt reduziertes Rassendrama in handwerklich guter, aber inhaltlich nicht befriedigender Inszenierung.“

„Ich bin sicher, dass Wyler und seine Drehbuchautoren […] einen Spannungsfilm machen wollten, der ebenso gleichzeitig als sozialer Kommentar funktioniert. Im Interesse des Melodrams haben sie die Charaktere aus Hills Roman in einem solchen Maße vereinfacht, dass sie mehr als notwendig stereotyp erscheinen – ein Problem, das durch Teile der Besetzung vergrößert wurde.“

„Unglücklicherweise [ist der Film] nicht mehr als ein gemischtrassiger Sexploitationsfilm.“

„Amerikanisches Kleinstadt-Drama vor dem großen Hintergrund der Rassenkonflikte. […] Gut durchgearbeiteter und nachdenklich stimmender Film von William Wyler, der ab 16 empfohlen werden kann. Einige konsequente Brutalitäten muß man dabei in Kauf nehmen.“

## Auszeichnungen
Lola Falana wurde 1971 für den Golden Globe Award als beste Nachwuchsdarstellerin nominiert.